# Conrado I de Genebra
Conrado I de Genebra  (930 - †963) é filho de Albino I de Genebra e de Oda.
Tendo nascido (930) um ou dois anos antes da morte do seu pai, não há informações entre essa data  e a tomada de posse das funções como terceiro Conde de Genebra que deixa à sua morte em 963.
Casa-se em 960 com Gilde de quem teve Roberto. É o filho de Roberto que virá a ser o futuro Alberto I de Genebra.